# Ballymore (Westmeath)
Ballymore (irl. An Baile Mór) – miasto w hrabstwie Westmeath w Irlandii. Miasto jest położone przy drodze R390 pomiędzy Athlone i Mullingar.